# Margarete Hohlbein
Margarete Hohlbein, född 1911, död 2003, flydde spektakulärt från Östberlin till Västberlin under Berlinmuren genom Tunnel 57 år 1964.
Margaret Hohlbein föddes 1911 i stadsdelen Adlershof i vad som senare skulle bli Östberlin. Efter att ha gift sig med Hubert Hohlbein födde hon 1942 deras son Hubert. Margaret hade redan en dotter sedan tidigare. Efter 1945 grundade paret ett transportföretag vilket var anledningen till att de inte övervägde att fly till väst. Efter att hennes man avlidit började hon på allvar fundera på att fly till väst, men efter att Berlinmuren uppförts 13 augusti 1961 fanns det inte så stora möjligheter för någon i hennes ålder att fly.
Hennes son Hubert lyckades fly till Västberlin på hösten 1963. Väl i Västberlin började han leta efter en möjlig flyktväg även för sin mor. Hubert byggde tillsammans med några andra studenter en tunnel som Margarete Hohlbein och 56 andra personer flydde genom i oktober 1964. Tunneln skulle senare bli känd under namnet Tunnel 57. Dock misslyckades Margaret Holbein att få med sig sin dotter under flykten. Våren 1989 när Berlinmuren föll kunde hon slutligen återförenas med sin dotter. Margarete Hohlbein avled 2003 i Murnau am Staffelsee i Bayern.